# حشره‌خوار صحرایی
 حشره‌خوار صحرایی (نام علمی: Crocidura tarfayensis) نام یک گونه از سرده حشره‌خوارهای دندان‌سفید است.